# Доннеллсон (Іллінойс)
Доннеллсон (англ. Donnellson) — селище (англ. village) в США, в округах Монтгомері і Бонд штату Іллінойс. Населення — 153 особи (2020).

## Географія
Доннеллсон розташований за координатами 39°1′51″ пн. ш. 89°28′28″ зх. д. / 39.03083° пн. ш. 89.47444° зх. д. (39.030705, -89.474583).  За даними Бюро перепису населення США в 2010 році селище мало площу 0,84 км², уся площа — суходіл.

## Демографія
Згідно з переписом 2010 року, у селищі мешкало 210 осіб у 92 домогосподарствах у складі 55 родин. Густота населення становила 249 осіб/км².  Було 106 помешкань (126/км²).
Расовий склад населення:
| - 95,7 % — білих - 1,0 % — азіатів - 0,5 % — чорних або афроамериканців |

До двох чи більше рас належало 2,9 %. Частка іспаномовних становила 3,8 % від усіх жителів.
За віковим діапазоном населення розподілялося таким чином: 19,5 % — особи молодші 18 років, 65,3 % — особи у віці 18—64 років, 15,2 % — особи у віці 65 років та старші. Медіана віку мешканця становила 44,0 року. На 100 осіб жіночої статі у селищі припадало 103,9 чоловіків;  на 100 жінок у віці від 18 років та старших — 96,5 чоловіків також старших 18 років.
Середній дохід на одне домашнє господарство  становив 34 187 доларів США (медіана — 32 917), а середній дохід на одну сім'ю — 35 460 доларів (медіана — 35 417). За межею бідності перебувало 24,3 % осіб, у тому числі 0,0 % дітей у віці до 18 років та 21,9 % осіб у віці 65 років та старших.
Цивільне працевлаштоване населення становило 34 особи. Основні галузі зайнятості: транспорт — 29,4 %, освіта, охорона здоров'я та соціальна допомога — 20,6 %, виробництво — 14,7 %, будівництво — 8,8 %.